# Episodi di Rocket Power - E la sfida continua... (terza stagione)
La terza stagione della serie animata Rocket Power - E la sfida continua..., composta da 20 episodi, è stata trasmessa negli Stati Uniti, da Nickelodeon, dal 10 settembre 2001 al 25 marzo 2004.
In Italia la stagione è stata trasmessa su Nickelodeon.
| Nº  | Titolo originale               | Titolo italiano                 | Prima TV USA      | Prima TV Italia |
| --- | ------------------------------ | ------------------------------- | ----------------- | --------------- |
| 1a  | The Lingos                     |                                 | 8 aprile 2002     |                 |
| 1b  | Shack Attack                   |                                 | 8 aprile 2002     |                 |
| 2a  | To Be Otto Not to Be           |                                 | 9 aprile 2002     |                 |
| 2b  | Reggie/Regina                  |                                 | 9 aprile 2002     |                 |
| 3a  | Reggie's Pen is Mightier       |                                 | 10 aprile 2002    |                 |
| 3b  | Kayaks Amok                    |                                 | 10 aprile 2002    |                 |
| 4a  | Tito Sitting                   |                                 | 11 aprile 2002    |                 |
| 4b  | There's Something About Breezy |                                 | 11 aprile 2002    |                 |
| 5a  | Beach Boyz & a Girl            |                                 | 30 novembre 2002  |                 |
| 5b  | X-Treme Ideas                  |                                 | 30 novembre 2002  |                 |
| 6a  | Less Than Full Otto            |                                 | 1° giugno 2002    |                 |
| 6b  | Card Sharked                   |                                 | 1° giugno 2002    |                 |
| 7a  | Home Sweet Home                | Casa dolce casa                 | 18 febbraio 2002  |                 |
| 7b  | What a Tangled Web We Ski      |                                 | 18 febbraio 2002  |                 |
| 8a  | Enter the Hawk-Trix            | Il ritorno del falco            | 10 settembre 2001 |                 |
| 8b  | Vert vs. Street                |                                 | 10 settembre 2001 |                 |
| 9a  | Twister's Hat                  |                                 | 18 febbraio 2002  |                 |
| 9b  | Tito-Thon                      |                                 | 18 febbraio 2002  |                 |
| 10a | Rad Rover Come Over            |                                 | 29 gennaio 2003   |                 |
| 10b | Extreme Nerd                   |                                 | 29 gennaio 2003   |                 |
| 11a | Cinco de Twisto                |                                 | 3 maggio 2003     |                 |
| 11b | Saving Lt. Ryan                |                                 | 3 maggio 2003     |                 |
| 12a | Summer Breezy                  | Vento d'estate                  | 23 marzo 2004     |                 |
| 12b | Sammy's Fortune                |                                 | 23 marzo 2004     |                 |
| 13a | Major Scrummage                |                                 | 14 ottobre 2002   |                 |
| 13b | Snow Bounders                  |                                 | 14 ottobre 2002   |                 |
| 14a | Merv Links to Otto             | Lezioni di golf                 | 24 marzo 2004     |                 |
| 14b | Big Air                        |                                 | 24 marzo 2004     |                 |
| 15a | Missile Crisis                 |                                 | 25 marzo 2004     |                 |
| 15b | Falsely Alarmed                |                                 | 25 marzo 2004     |                 |
| 16a | Twisting Places                | Scambio delle parti             | 12 aprile 2002    |                 |
| 16b | Power Play                     |                                 | 12 aprile 2002    |                 |
| 17a | Sim Sammy                      |                                 | 11 maggio 2002    |                 |
| 17b | Otto Hangs 11                  |                                 | 11 maggio 2002    |                 |
| 18a | Race Across New Zealand        | Sfida in Nuova Zelanda 1° parte | 16 febbraio 2002  |                 |
| 18b | Race Across New Zealand        | Sfida in Nuova Zelanda 1° parte | 16 febbraio 2002  |                 |
| 19a | Race Across New Zealand        | Sfida in Nuova Zelanda 2° parte | 16 febbraio 2002  |                 |
| 19b | Race Across New Zealand        | Sfida in Nuova Zelanda 2° parte | 16 febbraio 2002  |                 |
| 20a | Race Across New Zealand        | Sfida in Nuova Zelanda 3° parte | 16 febbraio 2002  |                 |
| 20b | Race Across New Zealand        | Sfida in Nuova Zelanda 3° parte | 16 febbraio 2002  |                 |